# Draba aurea
Draba aurea — вид рослин родини капустяні (Brassicaceae), поширений на півночі Північної Америки. Етимологія: лат. aureus — «золотистий»

## Опис
Це багаторічні рослини (каудекс простий або розгалужений). Стебла іноді розгалужені дистально, (0.5)1–3.5(5.2) дм, запушені. Базальне листя черешкове, війчасте: пластини від ланцетних (тонших на основі) до зворотно-яйцеподібних, (0.4)1–3.7(5) см × (1)2–7(10) мм, поля цілі чи дрібно зубчасті, поверхні запушені. Стеблового листя 5–20(26), сидяче, пластини від довгастих до ланцетних чи яйцюватих, поля цільні або зубчасті, поверхні запушені.
Китиці (10)18-52(72)-квіткові, витягнуті у плодах, запушені. Плодоноси 3–13(20) мм, запушені. Квіти: чашолистки (зелені або жовтуваті), довгасті, 2.2–3 мм, запушені; пелюстки жовті, ланцетні (загострені при основі), 3.5–5 × 1.5–2.5 мм; пиляки яйцюваті, 0.4–0.5 мм. Плоди від ланцетних до лінійно-ланцетних або вузько-довгастих, сплюснуті, (6)9–14(17) × 2–3.5 мм. Насіння довгасте, 0.9-1.3 × 0.5-0.7 мм. 2n = 74.

## Поширення
Північна Америка: Ґренландія, Канада, зх. США.
Населяє оголення порід, вологі водостоки й луки, субальпійські хвойні ліси, альпійські схили, тундру, уздоріжжя, річковий гравій; (0)700–4200 м.

## Галерея

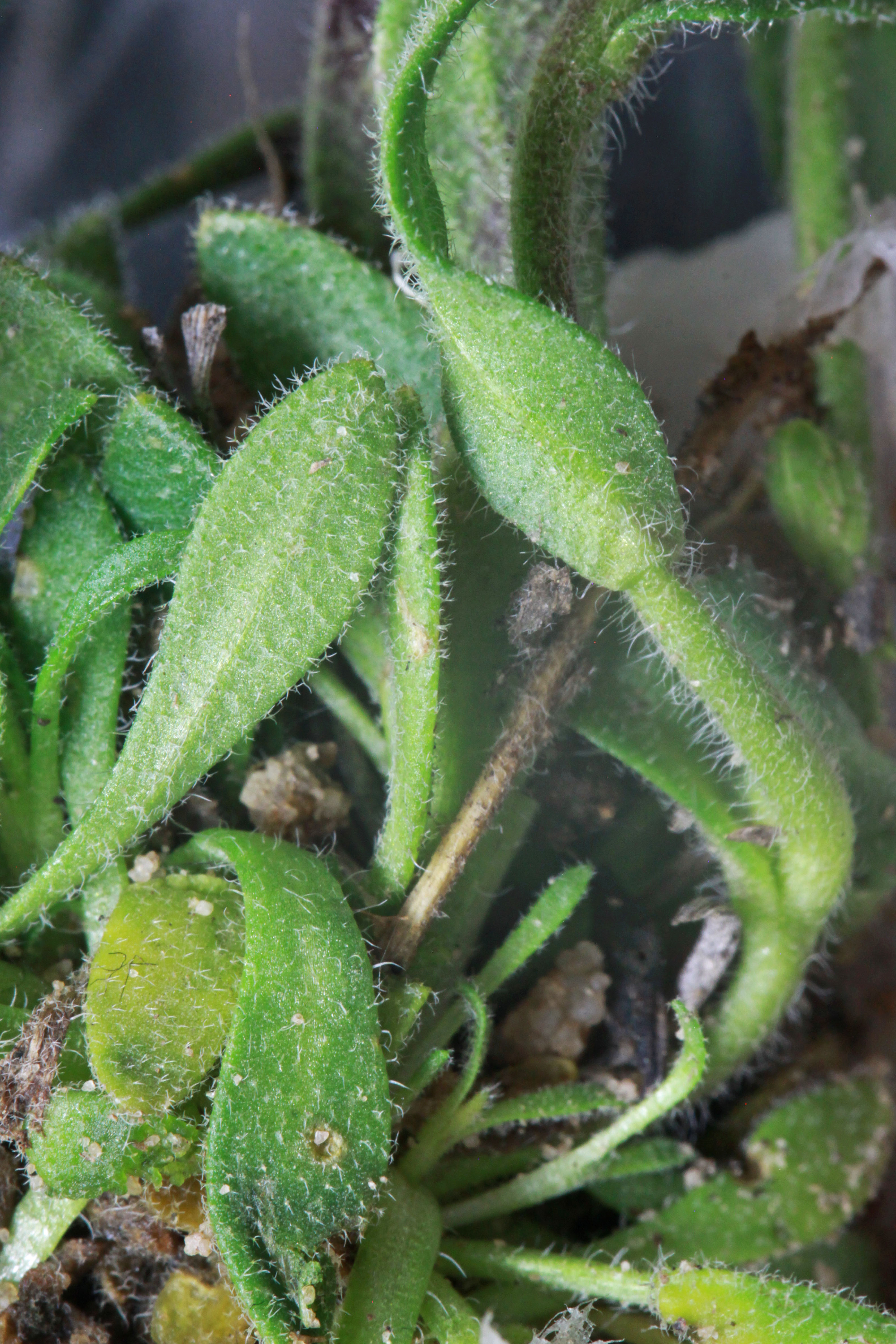
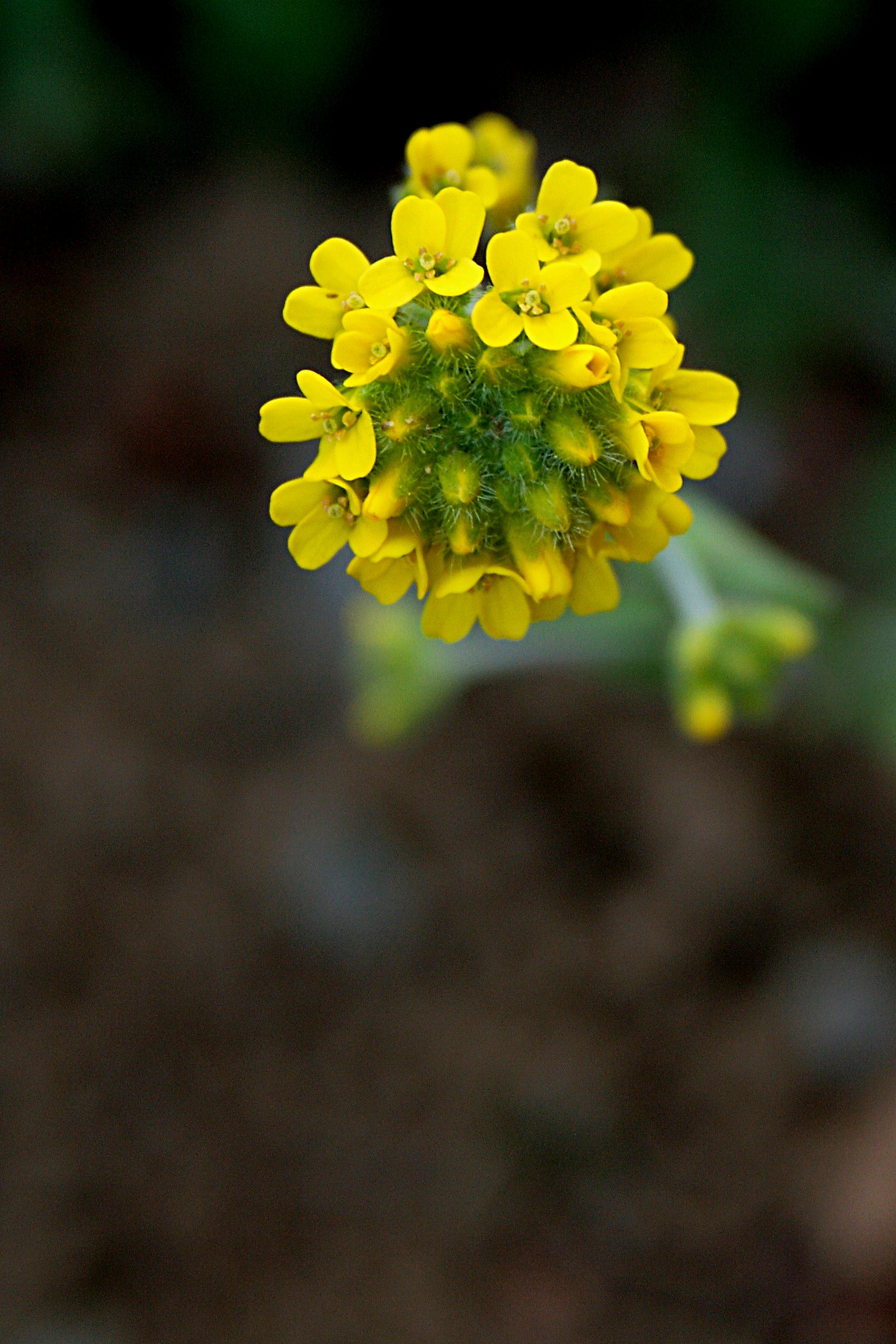